# John Berger (författare)

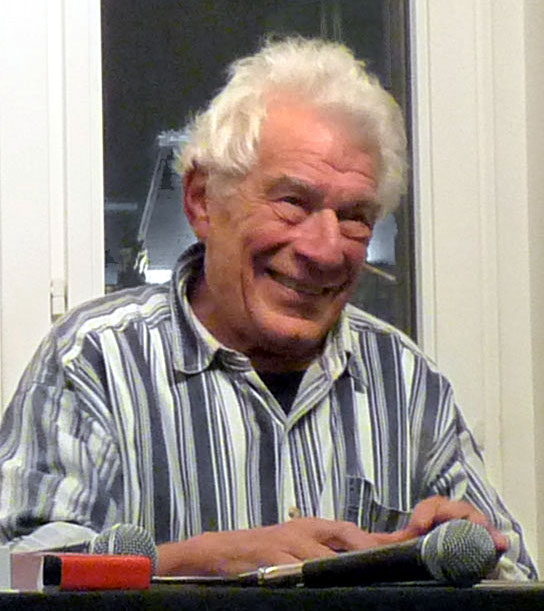
John Berger 2009.

John Berger, född 5 november 1926 i Hackney i London, död 2 januari 2017 i Antony i Hauts-de-Seine nära Paris, var en brittisk författare, målare och konstteoretiker.

## Verksamhet
John Berger betraktas som en av 1900-talets mest betydelsefulla konstteoretiker. Som sådan analyserade han utifrån ett marxistiskt perspektiv hur vi ser på konst. Han är bland annat känd för tv-serien Ways of Seeing som producerades för BBC 1972 och samma år utgavs som bok. Berger var även verksam som skönlitterär författare, och tilldelades 1972 Bookerpriset för romanen G. Från mitten av 1970-talet var han bosatt i Frankrike.